# Templo de Dendur

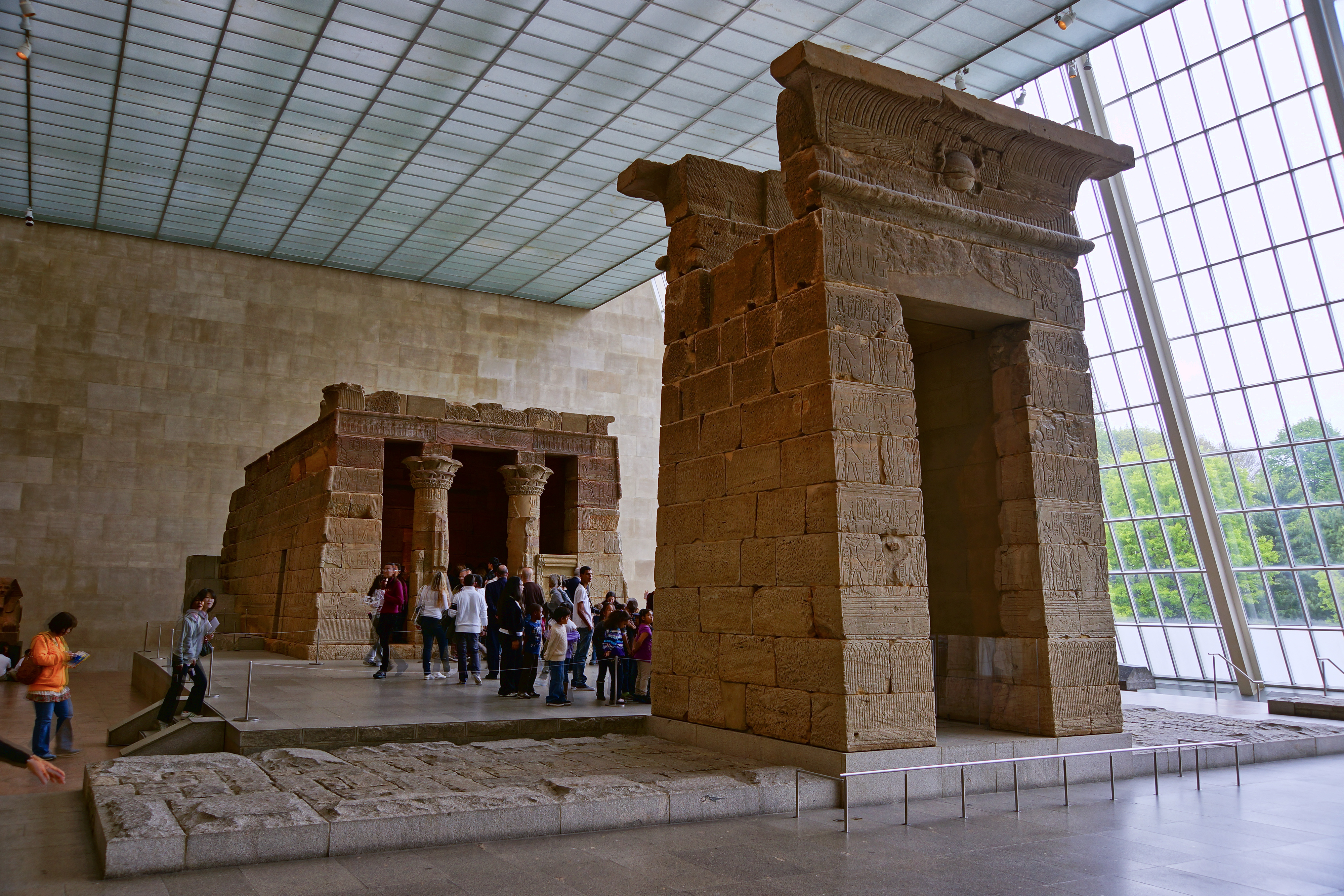
O templo de Dendur no Metropolitan Museum of Art em Nova Iorque.

O Templo de Dendur (Dendoor em fontes do século XIX) é um templo do Egito Antigo que foi construído pelo governador romano do Egito, Petronius, por volta de 15 a.C., assim como vários templos egípcios encomendados pelo imperador Augusto. Foi dedicado a Ísis e Osíris, assim como a dois filhos deificados de um chefe núbio local, Pediese ("aquele a quem Ísis deu") e Pihor ("aquele que pertence à Hórus"). Na década de 1960, o templo foi removido de sua localização original e dado ao Metropolitan Museum of Art em Nova Iorque, Estados Unidos, onde está sendo exibido desde 1978.

## Arquitetura e arte

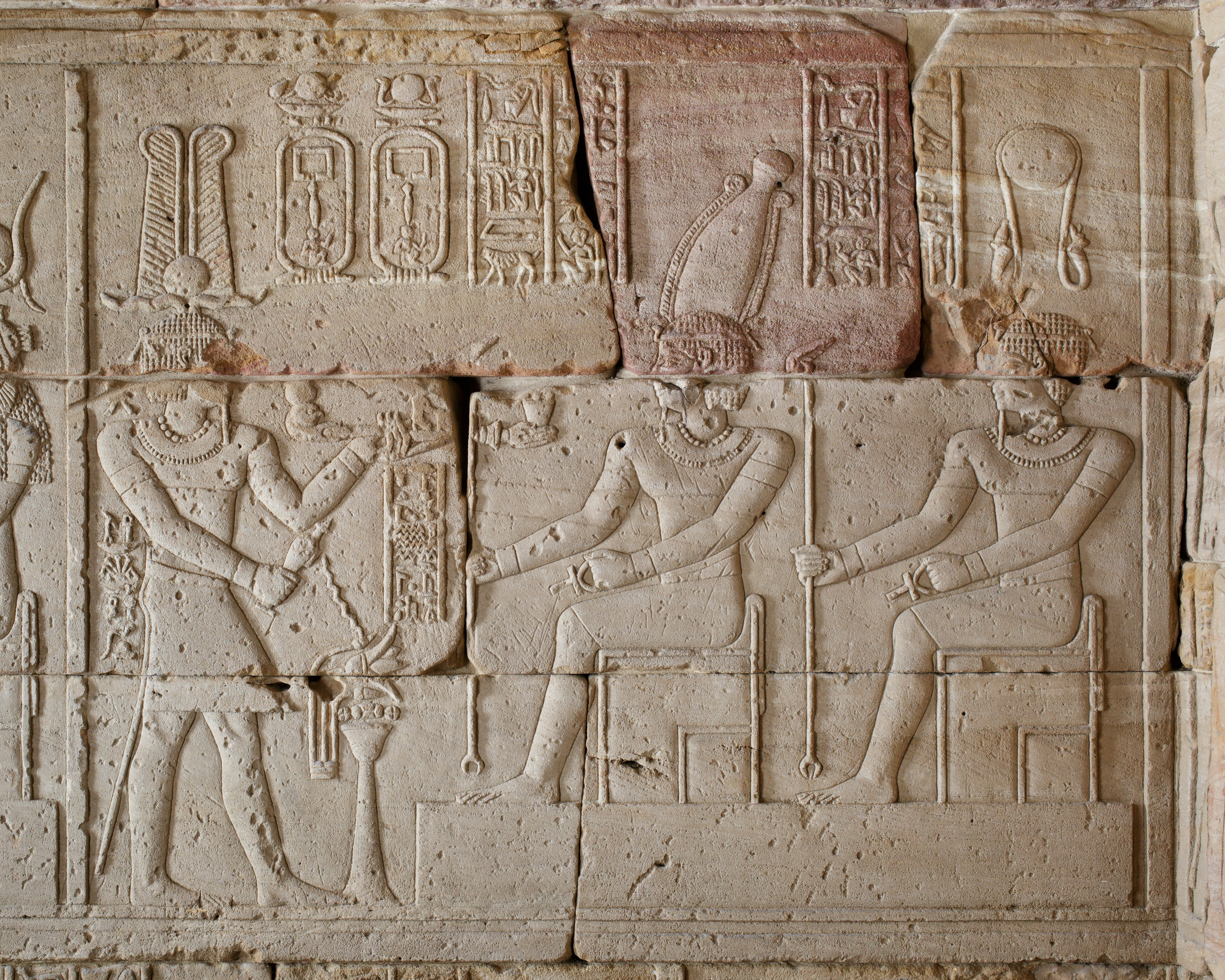
Relevo no templo de Dendur.

O templo foi construído em arenito e mede 25 metros de comprimento e 8 metros de altura. O templo é em parte decorado com relevos: A base do templo é decorada com representações de papiros e flores de lótus crescendo das águas do rio Nilo, que é simbolizado por representações do deus Hapi. Pelo portão do templo assim como pela entrada, representações do disco alado do deus Hórus, simbolizam o céu. O teto da entrada do templo é decorado com abutres. Nos muros exteriores, o imperador Augusto é representado como um faraó fazendo oferendas às divindades Ísis, Osíris e Hórus. Esse motivo é repetido no primeiro salão do templo, onde Augusto é representado orando e fazendo oferendas. Augustus é identificado como "César" (na verdade, "Qysrs", que é derivado de "Kaisaros", a versão grega de César). Ele também é chamado de "autotrator", um equivalente de autokrator, ou autocrata, o equivalente grego de imperator, um dos títulos do imperador. Em outras partes do templo o imperador é simplesmente chamado de faraó. O salão central que era usado para oferendas e o santuário de Ísis, não são decorados, a não ser por relevos no umbral da porta e do muro do santuário. O edifício do templo é modesto mas o projeto foi bem executado com duas colunas frontais, um salão e um santuário. Uma cripta foi também construída no muro anterior enquanto que uma câmara nos penhascos próximos pode ser as tumbas de Pediese e Pihor, que se afogaram no Rio Nilo.

## Relocação

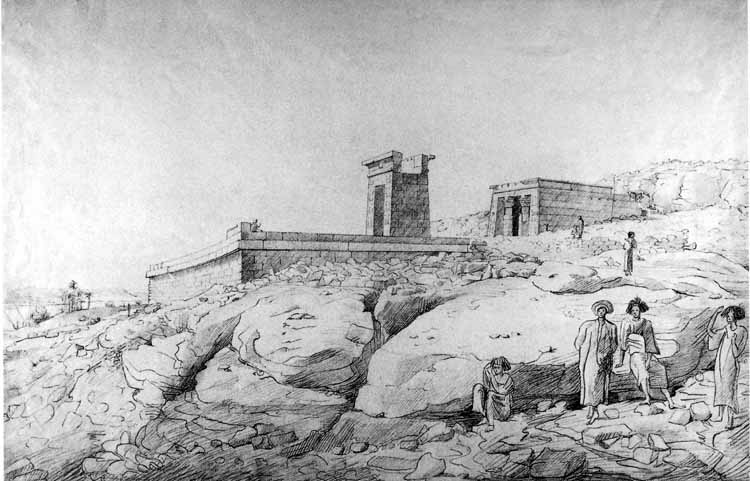
O Templo de Dendur em sua localização original. Desenho de Henry Salt.

O templo foi desmontado e removido de sua localização original (nome atual: Dendur, nome antigo: Tuzis, aproximadamente 80 quilômetros a sul de Assuã) em 1963. Isso foi possível graças a um amplo projeto da UNESCO, com o objetivo de salvar sítios arqueológicos importantes ameaçados pelo enchimento do Lago Nasser, logo após da construção da Barragem de Assuã. Em reconhecimento da assistência estadunidense no salvamento de vários outros monumentos ameaçados pela construção da barragem, o Egito presenteou o templo e seu portal como um presente aos Estados Unidos, representado por Jacqueline Kennedy entre outros. Os blocos de pedra do templo pesavam mais de 800 toneladas no total com as peças maiores pesando mais de 6.5 toneladas. Os blocos foram armazenados em 661 caixotes e transportados para os EUA pelo cargueiro m/v Concordia Star. Nos Estados Unidos, várias instituições pediram para receber o templo, em uma competição que foi chamada de o "Dembur Derby" pela imprensa. Outros planos sugeriram remontar o templo nas margens do Rio Potomac em Washington, D.C. ou no Rio Charles em Boston. Entretanto, as propostas foram negadas por causa de temores de que o arenito do templo poderia sofrer das condições exteriores. Em 27 de Abril de 1967, o templo foi dado ao Metropolitan Museum of Art, onde foi instalado na Ala Sackler em 1978. Dentro da Ala Sackler, projetada pelos arquitetos Kevin Roche, John Dinkeloo e associados, um espelho d'água em frente ao templo e um muro atrás deste representam o Nilo e os penhascos de sua localização original.